# Linda Gray

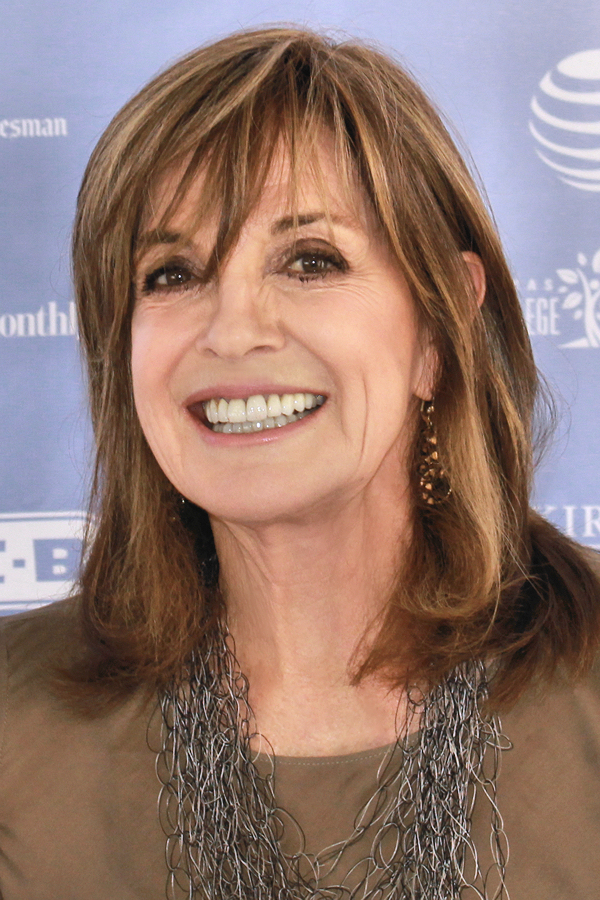
Linda Gray (2015)

Linda Ann Gray (* 12. September 1940 in Santa Monica, Kalifornien) ist eine US-amerikanische Filmproduzentin, -regisseurin und -schauspielerin.

## Leben
Ihre Mutter war ausgebildete Tänzerin, ihr Vater war Uhrmacher. Sie hatte eine jüngere Schwester, Betty (1946–1989).
Gray war von 1962 bis zur Scheidung 1983 mit dem Fotografen und Grafiker Ed Thrasher verheiratet. Aus der Ehe gingen der Sohn Jeff (1964–2020) und die Tochter Kehly (* 1966, jetzt Kehly Sloane) hervor. Gray ist Miteignerin der Produktionsfirma LG Productions, Inc.
Ihre bekannteste Rolle war die der Sue Ellen Ewing in der Fernsehserie Dallas, die sie von 1978 bis 1989 und 1991 innehatte. Sie war eng mit Larry Hagman befreundet, der in Dallas als J. R. Ewing ihren langjährigen Ehemann und den Bösewicht der Serie spielte. In den beiden Filmen Dallas – J.R. kehrt zurück und Dallas – Kampf bis aufs Messer sowie auch in der Fortsetzung der Dallas-Fernsehserie übernahm sie wieder die Rolle der Sue Ellen.
Im Jahr 1982 wurde Gray in Deutschland mit dem Bambi und dem Bronzenen Bravo Otto ausgezeichnet. Im Jahr 1990 hatte sie gemeinsam mit Larry Hagman einen Gastauftritt in der RTL-Erfolgsserie Ein Schloß am Wörthersee. Daneben wirkte Gray in einer ganzen Reihe anderer Fernsehserien mit.
Linda Grays deutschsprachige Synchronstimme ist Rita Engelmann.

## Filmografie (Auswahl)

### Filme
- 1963: Im Paradies ist der Teufel los (Palm Springs Weekend)
- 1967: Die Reifeprüfung (The Graduate, Beindouble für Anne Bancroft)
- 1977: Killerhunde (Dogs)
- 1979: Die zwei Welten der Jenny Logan (The Two Worlds of Jennie Logan)
- 1987: Der beste Spieler weit und breit: Sein größter Sieg (Kenny Rogers as The Gambler, Part III: The Legend Continues)
- 1991: Oscar – Vom Regen in die Traufe (Oscar)
- 1992: Eiskalter Herzensbrecher (Highway Heartbreaker)
- 1993: Bonanza – Die Rückkehr auf die Ponderosa (Bonanza: The Return)
- 1994: Gerechtigkeit für meinen Sohn (Moment of Truth: Broken Pledges)
- 1994: Joey und Emily (To My Daughter with Love)
- 1994: Töchter der Rache (Accidental Meeting)
- 1996: Dallas – J.R. kehrt zurück (Dallas: J.R. Returns, Fernsehfilm)
- 1997: Die Jagd nach dem Baby (When the Cradle Falls)
- 1999: Moments of Danger (Star of Jaipur)
- 1998: Dallas – Kampf bis aufs Messer (Dallas: War of the Ewings, Fernsehfilm)
- 2005: McBride: It’s Murder, Madam
- 2010: Expecting Mary
- 2010: The Flight of the Swan
- 2012: Hidden Moon
- 2015: Eine perfekte Hochzeit (Perfect Match)
- 2023: Ladies of the '80s – A Divas Christmas (Fernsehfilm)

### Fernsehserien
- 1974: Dr. med. Marcus Welby (Marcus Welby, M.D., Fernsehserie, eine Episode)
- 1976: Ein Sheriff in New York (McCloud, Fernsehserie, eine Episode)
- 1976–1978: Notruf California (Emergency!, Fernsehserie, 2 Episoden)
- 1977: Big Hawaii (Fernsehserie, eine Episode)
- 1977: Die Zwei mit dem Dreh (Switch, Fernsehserie, eine Episode)
- 1977: All the Glitters (Fernsehserie, 65 Episoden)
- 1978–1989, 1991: Dallas (Fernsehserie, 307 Episoden)
- 1991: Ein Schloß am Wörthersee (Fernsehserie, eine Episode)
- 1994: Melrose Place (Fernsehserie, 4 Episoden)
- 1994–1995: Models Inc. (Fernsehserie, 29 Episoden)
- 1996: Ein Hauch von Himmel (Touched by an Angel, Fernsehserie, eine Episode)
- 2004–2005: Reich und Schön (The Bold and the Beautiful)
- 2006: Pepper Dennis (Fernsehserie, eine Episode)
- 2008: 90210 (Fernsehserie, eine Episode)
- 2012–2014: Dallas (Fernsehserie)
- 2016: Hollyoaks (Fernsehserie, 4 Folgen)